# 4215 Kamo
4215 Kamo (1987 VE1) là một tiểu hành tinh vành đai chính được phát hiện ngày 14 tháng 11 năm 1987 bởi Seiji Ueda và Hiroshi Kaneda ở Kushiro.